# Chained to the Rhythm
„Chained to the Rhythm“ je píseň z alba Witness americké popové zpěvačky Katy Perry, kterou nazpívala společně s jamajským zpěvákem Skipem Marleym. Píseň byla vydána 10. února 2017 v 6:00 (SEČ), zároveň bylo vytvořeno i video na YouTube. Kromě obou interpretů se na ní podíleli Sia a Max Martin. 8. února 2017 propukla reklamní kampaň, fanoušci po celém světě hledali disco koule s nahranou částí skladby. Oficiální videoklip písně byl zveřejněn 21. února 2017. První oficiální remix písně byl zveřejněn 17. března 2017. Na remixu se podílel Hot Chip.

## Žebříček
| Země                                | Pozice (2017) |
| ----------------------------------- | ------------- |
| Austrálie (ARIA)                    | 4             |
| Argentina (iTunes)                  | 1             |
| Česko (iTunes)                      | 4             |
| Česko (Singles Digitál Top 100)     | 6             |
| Kanada (iTunes)                     | 2             |
| Kanada (Billboard)                  | 4             |
| Německo (Official German Charts)    | 20            |
| Irsko (IRMA)                        | 10            |
| Itálie (FIMI)                       | 29            |
| Slovensko (Singles Digitál Top 100) | 6             |
| UK (Official Charts Company)        | 7             |
| US (Billboard)                      | 4             |